# Petxina de pelegrí de l'Atlàntic
La petxina o copinya de pelegrí de l'Atlàntic o vieira (Pecten maximus) és una espècie de mol·lusc bivalve lamel·libranqui de l'ordre dels filibranquis, de la família dels pectínids i del gènere dels Pecten.
És una espècie marina, que té una valva plana, més petita, i una altra de còncava, irregular i més gran. Es tracta d'una espècie explotada comercialment, sobretot amb fins gastronòmics. Una espècie semblant, pertanyent també als Pecten, però endèmica de la mar Mediterrània, és la petxina de pelegrí del Mediterrani (Pecten jacobaeus).